# Gustave Le Poittevin
Pour les articles homonymes, voir Le Poittevin.
Charles Gustave Le Poittevin, né le 10 janvier 1856 à Cherbourg et mort en décembre 1930 à Versailles, est un juriste français, docteur en droit, procureur de la République à Ussel, juge d'instruction au tribunal de la Seine, président de la Cour d'Appel de Paris.

## Biographie
Gustave Le Poittevin est le fils de Théophile Le Poittevin, négociant, et de Azélie Robert. Élève au lycée de Cherbourg il est bachelier-ès-sciences. Étudiant à la Faculté de droit de Caen il obtient la licence. Il est docteur en droit après avoir soutenu deux thèses, l'une sur Les actions de la loi en droit romain et l'autre sur La compétence d'attribution des tribunaux de commerce en droit français. Charles Le Poittevin choisit d'être magistrat : en 1880, il est nommé substitut du procureur de la République à Saint-Yriex.
Il rencontre Madeleine Goursat avec qui il se marie. Ils auront quatre enfants.
En 1883 Gustave est nommé procureur à Ussel. Après Ussel, Gustave Le Poittevin occupe le poste de substitut au procureur d'abord à Angers, de 1887 à 1894, puis à Paris, de 1894 à 1896. À partir de cette année 1896, il quitte la parquet pour le siège et occupe successivement les  fonctions de juge d'instruction au tribunal de la Seine (1896-1910), de  conseiller à la cour d'Appel de Paris (1910 à 1919) de vice-président de la même cour (1919-1923), dont il devient président de chambre le 9 février 1923.
Parallèlement Gustave Le Poittevin assure des fonctions de conseils en étant membre du comité du contentieux et de la Justice militaire au ministère de la Guerre, de membre du conseil consultatif du contentieux de la marine, de conseiller juridique du ministère de la Marine. Son action est ainsi soulignée par le ministre de la Guerre « n'a cessé depuis le début des hostilités de rendre les plus éminents services au département de la Guerre, tant par ses avis et consultations que par la part qu'il a prise à la préparation ou à la mise au point de multiples projets de lois ou décrets intéressant la défense nationale. Est l'auteur de nombreuses instructions et circulaire relatives à la justice militaire. A coopéré directement à l'organisation des tribunaux militaires aux armées et à l'intérieur ».
En 1884, il publie un Dictionnaire-formulaire des parquets et de la police judiciaire. Dans la préface, il précise son objectif : « J'ai voulu faire un recueil complet d'indications et de formules pratiques, que le magistrat de Parquet pourra facilement consulter et où il trouvera immédiatement la solution des questions qu'il est appelé à résoudre à chaque instant". .Cet ouvrage devient une référence. Il est réédité à six reprises durant la vie de Gustave Le Poittevin et continue après sa mort : il est actualisé en 1933 par Louis Saint-Laurens et poursuit sa carrière par des éditions en 1938, 1950, 1952 ,1955. Gustave Le Poittevin écrit ensuite plusieurs ouvrages qui, pour la plupart, veulent faciliter la compréhension des textes et leur mise en œuvre. Avec la même approche, il écrit des articles dans diverses revues ou journaux par exemple Étude sur la récidive.
Gustave Le Poittevin est nommé chevalier dans l'Ordre de la Légion d'honneur par décret du 6 août 1918 et promu officier le 11 février 1923.

## Publications
Dictionnaire-formulaire des parquets et de la police judiciaire, 3 vol, 1884-1886, Paris, éd. Arthur Rousseau, lire en ligne sur Gallica
Traité pratique des casiers judiciaires, commentaire de la loi du 5 août et des instructions de la chancellerie du 29 juillet 1899, Paris, A. Rousseau, , 164 p.lire en ligne sur Gallica
La Liberté de la presse depuis la Révolution, 1789-1815, Paris : A. Rousseau , 1901, 330 p..
La Loi du 11 avril 1908 et le décret du 5 mars 1910 sur la prostitution des mineurs, étude pratique sur le rôle des commissaires de police judiciaire, 1911, Paris : impr. de Téqui et Guillonneau, 32 p.